# 岡山県保育所一覧
岡山県保育所一覧（おかやまけんほいくしょいちらん）は、岡山県の保育所の一覧。

## 公立保育所

### 岡山市

#### 北区
- 岡山市清輝保育園
- 岡山市三門保育園
- 岡山市岡南保育園
- 岡山市鹿田保育園
- 岡山市番町保育園
- 岡山市伊島保育園
- 岡山市津島保育園
- 岡山市南方保育園
- 岡山市巌井保育園
- 岡山市牟佐保育園
- 岡山市中山保育園
- 岡山市緑保育園

- 岡山市野谷保育園
- 岡山市横井保育園
- 岡山市富原保育園
- 岡山市庄内保育園
- 岡山市吉備津保育園
- 岡山市大井保育園
- 岡山市御津南保育園
- 岡山市宇垣保育園
- 岡山市金川保育園
- 岡山市福渡保育園
- 岡山市福渡第二保育園
- 岡山市竹枝保育園
- 岡山市五城保育園（休止中）

#### 中区
- 岡山市旭東保育園
- 岡山市宇野保育園
- 岡山市平井保育園
- 岡山市高島保育園
- 岡山市財田保育園
- 岡山市浜保育園
- 岡山市乙多見保育園
- 岡山市神下保育園

#### 南区
- 岡山市甲浦保育園
- 岡山市小串保育園
- 岡山市南輝保育園
- 岡山市平福保育園
- 岡山市曽根保育園
- 岡山市東畦保育園
- 岡山市興除保育園
- 岡山市興除東保育園

- 岡山市都保育園
- 岡山市錦保育園
- 岡山市六区保育園
- 岡山市七区保育園
- 岡山市彦崎保育園
- 岡山市灘崎保育園
- 岡山市西高崎保育園

#### 東区
- 岡山市西大寺保育園
- 岡山市太伯保育園
- 岡山市豊保育園
- 岡山市金岡保育園
- 岡山市可知保育園
- 岡山市宿毛保育園
- 岡山市万富保育園

### 倉敷市
- 倉敷市老松保育園
- 倉敷市大内保育園 
  - 倉敷市大内保育園万寿分園
  - 倉敷市大内保育園中洲分園
- 倉敷市豊洲保育園
- 倉敷市庄保育園
- 倉敷市茶屋町保育園
- 倉敷市第一福田保育園
- 倉敷市浦田保育園
- 倉敷市第三福田保育園
- 倉敷市第五福田保育園
- 倉敷市連島保育園
- 倉敷市水島保育園
- 倉敷市赤崎保育園
- 倉敷市第二赤崎保育園
- 倉敷市阿津保育園
- 倉敷市大畠保育園
- 倉敷市本荘保育園
- 倉敷市柳田保育園
- 倉敷市稗田保育園
- 倉敷市田の口保育園
- 倉敷市唐琴王子保育園
- 倉敷市琴浦西保育園
- 倉敷市琴浦中保育園
- 倉敷市上の町保育園
- 倉敷市和井田保育園
- 倉敷市玉島保育園
- 倉敷市上成保育園
- 倉敷市乙島保育園
- 倉敷市黒崎保育園
- 倉敷市穂井田保育園
- 倉敷市まきびの里保育園

### 瀬戸内市
- 瀬戸内市邑久保育園
- 瀬戸内市福田保育園
- 瀬戸内市今城保育園
- 瀬戸内市玉津保育園
- 瀬戸内市長船東保育園
- 瀬戸内市長船西保育園

### 真庭市
- 真庭市久世保育園
- 真庭市久世第二保育園
- 真庭市富原保育園
- 真庭市月田保育園
- 真庭市中和保育園